# Gelozia, bat-o vina!
Gelozia, bat-o vina! este un film românesc din 1954 regizat de Elena Negreanu. Rolurile principale au fost interpretate de actorii Florin Scărlătescu, Tatiana Iekel, Ion Lucian.

## Distribuție
Distribuția filmului este alcătuită din:
- Florin Scărlătescu — Andrei Durma
- Ion Lucian — Șoferul
- Tatiana Iekel — Domnica
- Nicolae Neamțu-Ottonel — Moș Pavel
- Leontina Ioanid — Bătrâna
- Eugenia Popovici — Maria
- Genoveva Preda — Noul agronom
- Arcadie Donos — Dragnea
- Jean Lorin Florescu — Ioniță
- Constantin Manea
- Costin Virgiliu